# Casinaria siccata
Casinaria siccata là một loài tò vò trong họ Ichneumonidae.